# Parabahita compressa
Parabahita compressa är en insektsart som beskrevs av Rauno E. Linnavuori 1959. Parabahita compressa ingår i släktet Parabahita och familjen dvärgstritar. Inga underarter finns listade i Catalogue of Life.